# یونگین
یونگین
شهر یونگین (به کره‌ای: 용인) (به انگلیسی: Yongin) با جمعیت  ۶۸۹٫۶۹۱  نفر در ایالت  گیونگی-دو در کشور کره‌جنوبی واقع شده‌است.

## نگارخانه

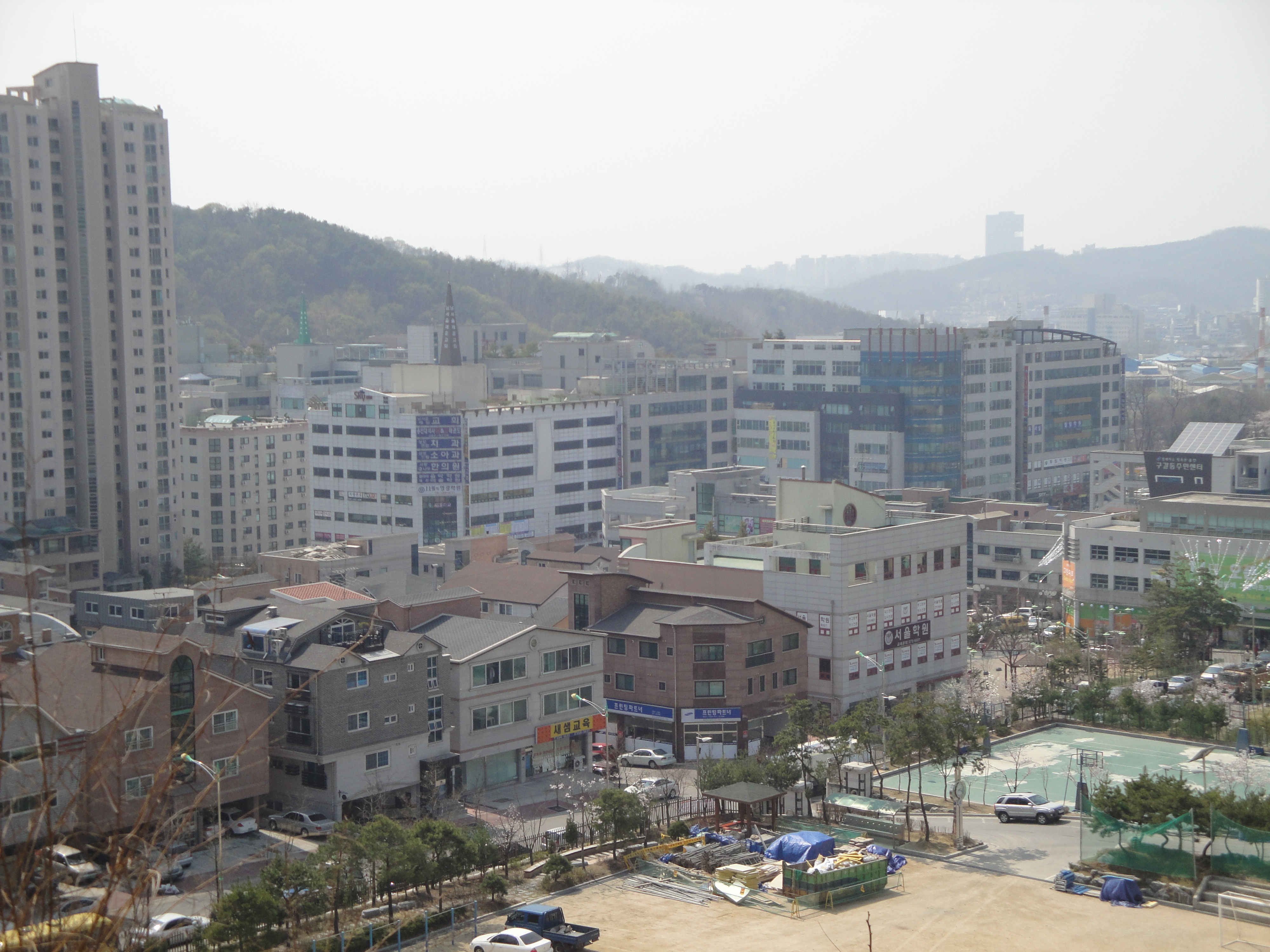